# باتريك أوبراين (عالم سياسة)
باتريك أوبراين (بالإنجليزية: Patrick O'Brien)‏ هو عالم سياسة أسترالي، ولد في 12 يناير 1937، وتوفي في 1998 في برث في أستراليا.